# Робітник і колгоспниця

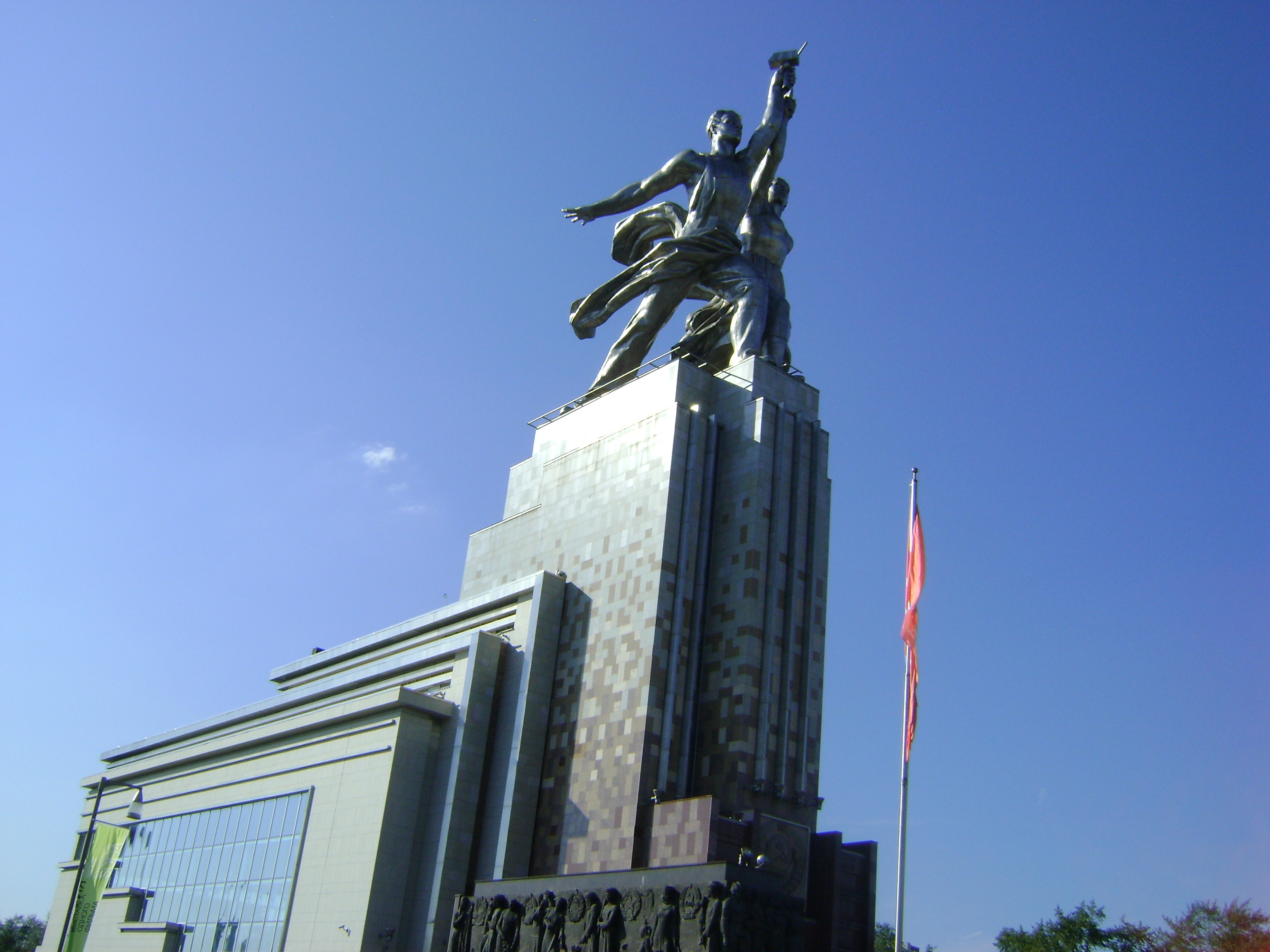
Пам'ятник станом на 2016 рік

«Робітник і колгоспниця» (рос. Рабо́чий и колхо́зница) — пам'ятник у Москві, визначна пам'ятка радянського монументального мистецтва, «ідеал і символ радянської епохи», що являє собою динамічну скульптурну групу з двох фігур із піднятими над головами серпом і молотом. Автор — Віра Мухіна; концепція і композиційний задум архітектора Бориса Іофана. Монумент виконаний з нержавіючої хромонікелевої сталі. Висота 24,5 м, висота павільйону-постаменту — 34,5 м. Загальна вага (у 2009 році, після реставрації) — 185 тонн. Розташований у Москві перед Північним входом ВДНГ.

## Історія
З 1932 року від створення єдиної Спілки архітекторів СРСР починається новий етап розвитку радянської архітектури. Завершується період блискучого авангардного розвитку, відбувається формування державної тоталітарної системи мистецтв. Цей новий період розпочинається під гаслами штучно створеного напряму — так званого «соціалістичного реалізму», що охопив усі сфери художньої культури. Новостворена радянська архітектура сперлася на відомий історичний досвід оформлення міського середовища періоду Російської імперії, семантика якого відповідала ідеологічним настановам робітничо-селянської держави з вождем на чолі.
Створений для павільйону СРСР на Міжнародній виставці в Парижі (1937). Час проведення всесвітньої виставки в Парижі, яка проводилася під девізом «Мистецтво і техніка в сучасному житті» (фр. Arts et Techniques dans la Vie moderne), збігся з роковинами святкування двадцятиріччя Жовтневої революції. Після завершення виставки скульптурна група «Робітник і Колгоспниця» отримала нове життя: її було перевезено до Москви, де знову змонтовано напроти головного входу Всесоюзної сільськогосподарської виставки (зараз Північний вхід ВДНГ). Ця скульптура донині залишається яскравим радянським символом.
Для натурного виконання скульптури було вперше використано технологію формування тонкостінної нержавіючої сталевої оболонки, скріпленої зварними швами. Змагання скульпторів у розмірах скульптури закріплювало традицію, що народилася у проектуванні Палацу Рад, котрий мав завершитися могутньою постаттю Леніна. В СРСР підтримували тих митців, які зуміли виразніше і переконливіше показати пафос соціалістичного будівництва і заслуги в ньому більшовицької партії та її вождів[джерело?].
У 1947 зображення скульптури стало заставкою кіностудії «Мосфільм».